# 武田石

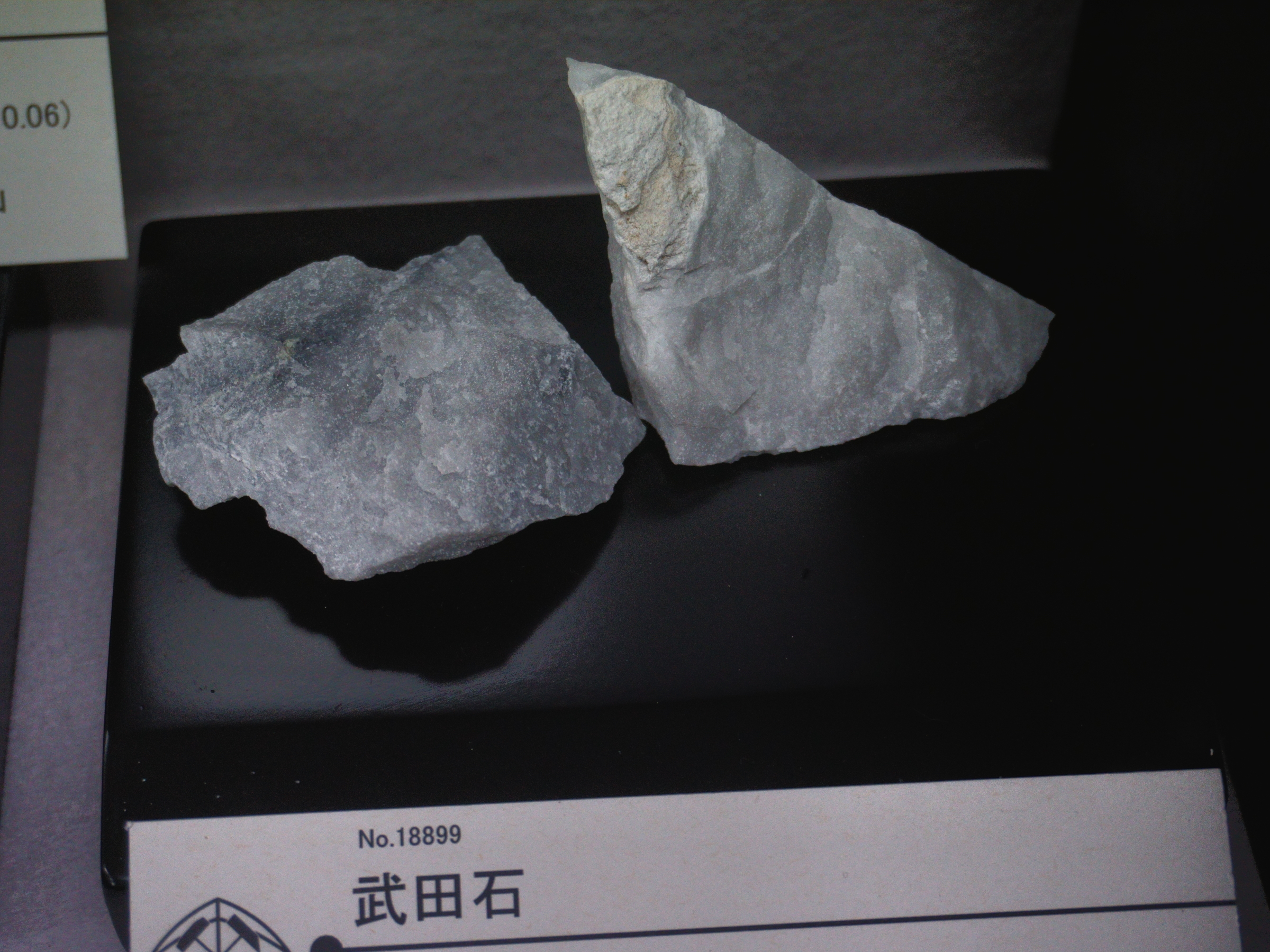
武田石（秋田大学附属鉱業博物館所蔵）

武田石（たけだせき、 Takedaite）は、1995年に発表された日本産新鉱物で、岡山大学の鉱物学者草地功らにより、岡山県の布賀石灰岩鉱山から発見された。化学組成はCa3(BO3)2で、六方晶系。岡山大学卒で東京大学名誉教授の鉱物学者、武田弘の業績をたたえて命名されたもの。